# Nantes Basket Hermine
Pour les articles homonymes, voir Hermine (homonymie).
Actualités

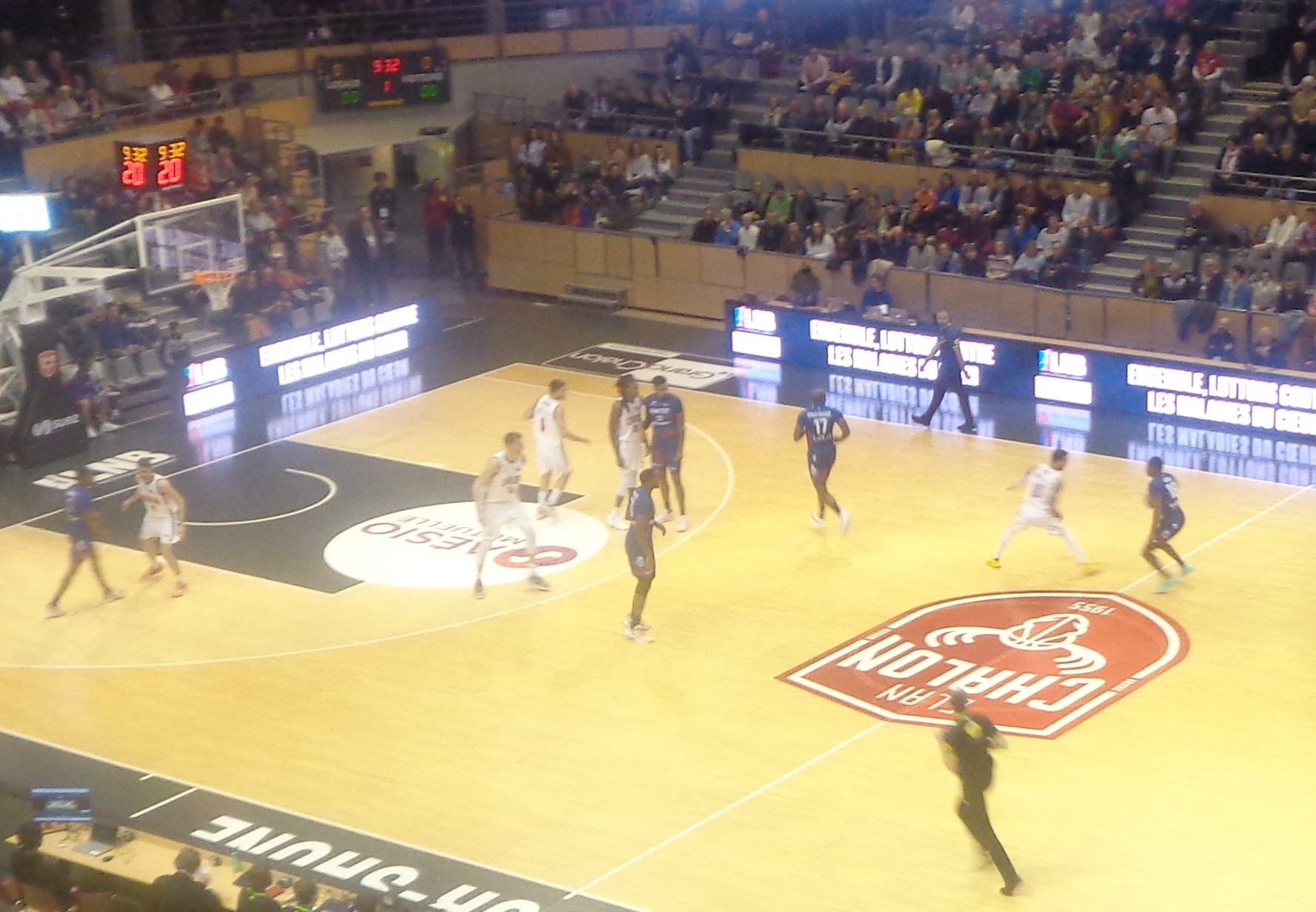
Match de Pro B : Elan Chalon - Nantes

Nantes Basket Hermine est un club français de basket-ball évoluant en Pro B (2e division du championnat de France) à la Salle Sportive Métropolitaine de la Trocardière (4 300 places) et basé à Nantes.

## Historique
L'Hermine de Nantes a été fondée en 1891 comme patronage paroissial de l'église Sainte-Anne sous le nom de « Les Enfants nantais de Sainte-Anne ». La construction de l'église et la création de la paroisse sous le patronage de sainte Anne s'explique par le fait que le quartier abritait alors une importante communauté de bretons originaires de Basse-Bretagne qui s'étaient installés dans le quartier depuis le XIXe siècle, Sainte Anne étant la Sainte patronne de la Bretagne.
Le club prit le nom d'« Hermine de Nantes » en 1907, du nom que la section gymnastique de cette association omnisports et multi-culturelle avait choisi en 1902. En héraldique, l'hermine apparaît dans les armoiries de la Bretagne depuis le début du XIVe siècle.
Le basket-ball apparaît au sein de l'Hermine en 1927 bien qu'il faille attendre 1932 pour vraiment parler de section basket-ball et des matches qui vont avec. Les premiers résultats (champion d'Anjou) apparaîtront en 1942, mais il faudra attendre encore un peu avant de parler d'élite. Durant les années 1950-1960, l'Hermine oscille entre la Division d'Honneur et la Division Excellence soit les deux plus hautes divisions du championnat français.
Avec les reformulations des championnats au début des années 1960 puis les rétrogradations successives, l'Hermine se retrouve finalement bien bas (en 1977), dans le championnat régional. Mais le club rebondit assez rapidement et retrouve la Nationale 4 en 1979. Puis ce sera la montée en Nationale 3 en 1981 et la Nationale 2 en 1992, avant de se retrouver en Pro B en 1995. Depuis lors, l'Hermine nourrit de fortes ambitions presque chaque année, mais est souvent contrainte de les revoir la baisse[réf. nécessaire]. Ces ambitions sont également illustrées en 2005 par la création d'une nouvelle entité : l'Hermine Nantes Atlantique Pro, qui se discerne davantage de la partie amateure du club.
En 2008, le club retrouve enfin les playoffs sous la présidence de Pierre Rougier. En 2009 également. En désaccord avec la ville de Nantes sur le volet financier du centre de formation et notamment avec l'élue chargée des sports, le comité directeur l'oblige à démissionner contre sa volonté.
En 2017, l'Hermine atteint la finale des plays-offs de Pro B, mais s'incline dans les dernières seconde face à Boulazac. Quelques mois plus tard, le club change de statut et devient une SAS. Lors de l'intersaison 2016-2017 l'équipe dirigeante de la section professionnelle décide de renommer le club. L'Hermine de Nantes devient le Nantes Basket Hermine, malgré les critiques des anciens membres du club.
En 2018, le Nantes Basket Hermine quitte le complexe sportif Mangin-Beaulieu pour devenir le club résident de la salle sportive métropolitaine de la Trocardière à Rezé.
Entre juin 2018 et mai 2022, Audrey Sauret, ancienne joueuse internationale française, a été le manager général de l'équipe. Elle est remplacée depuis juin 2022 par Antoine Michon en qualité de directeur sportif du Club.
En 2020, le Club remporte la Leaders Cup de Pro B, son premier trophée majeur.
A l'intersaison 2023, Laurent Pluvy, accompagné par son adjoint Jean-Philippe Besson, arrive à Nantes avec l'objectif de relancer le club après 2 saisons compliquées sous les ordres de Jean-Marc Dupraz et un maintien acquis lors de la dernière journée.  L'effectif est également drastiquement rajeunit.

## Palmarès
- Leaders Cup de Pro B 2020

## Classement
| Saison    | Championnat national | Championnat national | Championnat national | Championnat national | Championnat national | Championnat national | Championnat national | Championnat national | Championnat national | Championnat national | Coupe de France | Autres compétitions nationales | Autres compétitions nationales | Compétitions européennes | Compétitions européennes |
| Saison    | Niveau               | Division             | Classement           | Pts                  | MJ                   | V                    | N                    | D                    | %V                   | Play-offs            | Coupe de France | Compétition                    | Résultat                       | Compétition              | Résultat                 |
| --------- | -------------------- | -------------------- | -------------------- | -------------------- | -------------------- | -------------------- | -------------------- | -------------------- | -------------------- | -------------------- | --------------- | ------------------------------ | ------------------------------ | ------------------------ | ------------------------ |
| 1992-1993 | 3                    | NM2 (groupe B)       | 6e/14                | 29                   | 19                   | 10                   | 0                    | 9                    | .526                 | ?                    | ?               | -                              | -                              | -                        | -                        |
| 1993-1994 | 3                    | NM2 (groupe B)       | 6e/15                | 42                   | 28                   | 14                   | 0                    | 14                   | .500                 | -                    | ?               | -                              | -                              | -                        | -                        |
| 1994-1995 | 3                    | NM2 (groupe B)       | 2e/16                | 52                   | 30                   | 22                   | 0                    | 8                    | .733                 | ?                    | ?               | -                              | -                              | -                        | -                        |
| 1995-1996 | 2                    | Pro B                | 8e/15                | 42                   | 28                   | 14                   | 0                    | 14                   | .500                 | 1/4 de finale        | ?               | -                              | -                              | -                        | -                        |
| 1996-1997 | 2                    | Pro B                | 9e/16                | 45                   | 30                   | 15                   | 0                    | 15                   | .500                 | -                    | ?               | -                              | -                              | -                        | -                        |
| 1997-1998 | 2                    | Pro B                | 13e/18               | 46                   | 34                   | 12                   | 0                    | 22                   | .353                 | -                    | ?               | -                              | -                              | -                        | -                        |
| 1998-1999 | 2                    | Pro B                | 14e/20               | 55                   | 38                   | 17                   | 0                    | 21                   | .447                 | -                    | ?               | -                              | -                              | -                        | -                        |
| 1999-2000 | 2                    | Pro B                | 6e/18                | 54                   | 34                   | 20                   | 0                    | 14                   | .588                 | 1/4 de finale        | ?               | -                              | -                              | -                        | -                        |
| 2000-2001 | 2                    | Pro B                | 13e/16               | 39                   | 30                   | 9                    | 0                    | 21                   | .300                 | -                    | ?               | -                              | -                              | -                        | -                        |
| 2001-2002 | 2                    | Pro B                | 10e/16               | 44                   | 30                   | 14                   | 0                    | 16                   | .467                 | -                    | ?               | -                              | -                              | -                        | -                        |
| 2002-2003 | 2                    | Pro B                | 16e/16               | 39                   | 30                   | 9                    | 0                    | 21                   | .300                 | -                    | ?               | -                              | -                              | -                        | -                        |
| 2003-2004 | 2                    | Pro B                | 13e/16               | 40                   | 30                   | 10                   | 0                    | 20                   | .333                 | -                    | ?               | -                              | -                              | -                        | -                        |
| 2004-2005 | 2                    | Pro B                | 12e/18               | 46                   | 32                   | 14                   | 0                    | 18                   | .438                 | -                    | 1/32e de finale | -                              | -                              | -                        | -                        |
| 2005-2006 | 2                    | Pro B                | 15e/18               | 49                   | 34                   | 15                   | 0                    | 19                   | .441                 | -                    | 1/16e de finale | -                              | -                              | -                        | -                        |
| 2006-2007 | 2                    | Pro B                | 15e/18               | 46                   | 34                   | 12                   | 0                    | 22                   | .353                 | -                    | 1/32e de finale | -                              | -                              | -                        | -                        |
| 2007-2008 | 2                    | Pro B                | 7e/18                | 53                   | 34                   | 19                   | 0                    | 15                   | .559                 | 1/4 de finale        | 1/32e de finale | -                              | -                              | -                        | -                        |
| 2008-2009 | 2                    | Pro B                | 7e/18                | 53                   | 34                   | 19                   | 0                    | 15                   | .559                 | 1/4 de finale        | ?               | -                              | -                              | -                        | -                        |
| 2009-2010 | 2                    | Pro B                | 15e/18               | 47                   | 34                   | 13                   | 0                    | 21                   | .382                 | -                    | 1/16e de finale | -                              | -                              | -                        | -                        |
| 2010-2011 | 2                    | Pro B                | 10e/18               | 52                   | 34                   | 18                   | 0                    | 16                   | .529                 | -                    | 1/32e de finale | -                              | -                              | -                        | -                        |
| 2011-2012 | 2                    | Pro B                | 13e/18               | 48                   | 34                   | 14                   | 0                    | 20                   | .412                 | -                    | 1/16e de finale | -                              | -                              | -                        | -                        |
| 2012-2013 | 2                    | Pro B                | 16e/18               | 44                   | 34                   | 10                   | 0                    | 24                   | .294                 | -                    | 1/32e de finale | -                              | -                              | -                        | -                        |
| 2013-2014 | 2                    | Pro B                | 15e/18               | -                    | 34                   | 16                   | 0                    | 18                   | .471                 | -                    | 1/32e de finale | -                              | -                              | -                        | -                        |
| 2014-2015 | 2                    | Pro B                | 5e/18                | -                    | 34                   | 20                   | 0                    | 14                   | .588                 | 1/4 de finale        | 1/8e de finale  | Leaders Cup - Pro B            | 1/4 de finale                  | -                        | -                        |
| 2015-2016 | 2                    | Pro B                | 7e18                 | -                    | 34                   | 18                   | 0                    | 16                   | .529                 | 1/4 de finale        | 1/16e de finale | Leaders Cup - Pro B            | Poules                         | -                        | -                        |
| 2016-2017 | 2                    | Pro B                | 6e/18                | -                    | 34                   | 18                   | 0                    | 16                   | .529                 | Finaliste            | 1/32e de finale | Leaders Cup - Pro B            | 1/4 de finale                  | -                        | -                        |
| 2017-2018 | 2                    | Pro B                | 13e/18               | -                    | 34                   | 12                   | 0                    | 22                   | .360                 | -                    | 1/32e de finale | Leaders Cup - Pro B            | 1/2 finales                    | -                        | -                        |
| 2018-2019 | 2                    | Pro B                | 10e/18               | -                    | 34                   | 18                   | 0                    | 16                   | .529                 | -                    | 1/64e de finale | Leaders Cup - Pro B            | Poules                         | -                        | -                        |
| 2019-2020 | 2                    | Pro B                | 9e/18                | -                    | 23                   | 12                   | 0                    | 11                   | .522                 | -                    | 1/4 de finale   | Leaders Cup - Pro B            | Vainqueur                      | -                        | -                        |
| 2020-2021 | 2                    | Pro B                | 10e/18               | -                    | 34                   | 17                   | 0                    | 17                   | .500                 | -                    | 1/32e de finale | Leaders Cup - Pro B            | 1/4 de finale                  | -                        | -                        |
| 2021-2022 | 2                    | Pro B                | 13e/18               | -                    | 34                   | 15                   | 0                    | 19                   | .441                 | -                    | 1/32e de finale | Leaders Cup - Pro B            | Poules                         | -                        | -                        |
| 2022-2023 | 2                    | Pro B                | 16e/18               | -                    | 34                   | 17                   | 0                    | 17                   | .500                 | -                    | 1/64e de finale | Leaders Cup - Pro B            | 1/4 de finale                  | -                        | -                        |

## Joueurs et personnalités du club

### Présidents
- 1977-2005 :  Jo Le Squère[6]
- 2015-2019 :  Jean-Luc Cadio[7]
- 2019- :  Thierry Brochard[7]

### Entraîneurs
- En cours de saison 1999-2000 :  Pierre Verdière (intérim)
- 2005-2011 :  Antoine Michon
- 2011-2013 :  Guillaume Quintard
- 2013-2017 :  Franck Collineau
- 2017 :  Jean-Baptiste Lecrosnier
- 2017-2018 :  Nedeljko Ašćerić
- 2017-2022 :  Jean-Baptiste Lecrosnier
- 2022-2023 :  Jean-Marc Dupraz
- 2023-2024 :  Laurent Pluvy
- 2024 - :  Rémy Valin

### Effectif 2024-2025
Mise à jour le 13 août 2024

### Joueurs marquants
- Garry Chathuant
- Terry Smith
- Ludovic Negrobar
- Olivier Allinéi
- Christian Beuchet
- Laurent Cazalon
- Jérôme Dessart
- Boris Dallo
- Cédric Ferchaud
- Nicolas Gayon
- / Aaron Cel
- Chris Coleman
- Allen Durham
- Marquis Gainous
- Kenny Grant
- Malcolm Huckaby
- Eddie Lucas
- Floyd Miller
- Steve Watson

## Historique du logo

Logo jusqu'en 2012
Logo actuel

## Budget
| Saison   | 2014-2015 | 2015-2016 | 2016-2017 | 2017-2018 | 2018-2019 | 2019-2020 | 2020-2021 | 2021-2022 | 2022-2023 | 2023-2024 |
| Budget   | 1,545 M€  | 1,9 M€    | 2,019 M€  | 2,310 M€  | 2,468 M€  | 2,476 M€  | 2,578 M€  | 2,863 M€  | 3,028 M€  | ?M€       |
| Division | II        | II        | II        | II        | II        | II        | II        | II        | II        | II        |